# باشگاه فوتبال سویا پورتوریکو
باشگاه فوتبال سویا پورتوریکو یک تیم فوتبال حرفه‌ای پورتوریکویی مستقر در جونکوس، پورتوریکو بود. این تیم که در سال ۲۰۰۶ تأسیس شد، قبلاً در لیگ فوتبال پورتوریکو بازی می‌کرد. این باشگاه در سال ۲۰۰۶ به عنوان یک تیم مزرعه‌ای برای پورتوریکو آیلندرز در لیگ فوتبال آمریکای شمالی در بایامون تاسیس شد، اما در سال ۲۰۰۸ با باشگاه لالیگایی سویا شریک شد و یک سال بعد به جونکوس نقل مکان کرد. سویا در فصل افتتاحیه لیگ فوتبال پورتوریکو در سال ۲۰۰۸ هر دو فصل عادی و پلی آف را برد و همچنین در سال ۲۰۱۱ قبل از باخت فینال پلی آف در ضربات پنالتی به لئونس قهرمان فصل عادی شد.
این تیم بازی‌های خانگی خود را در ورزشگاه خوسوه الوادیتو گونزالس انجام می‌داد و رنگ‌های تیم سفید، مشکی، آبی و طلایی است. سرمربی فعلی آنها فرانسیس مونیوز است. این تیم همچنین دارای یک تیم پایه به نام اتلتیکو سویا است که در لیگ ملی فوتبال پورتوریکو، دسته اول در پورتوریکو بازی می‌کند.